# Cuneo Sportiva 1991-1992
Questa pagina raccoglie le informazioni riguardanti la Cuneo Sportiva nelle competizioni ufficiali della stagione 1991-1992.

## Rosa
| N. |                   | Ruolo | Calciatore          |
| -- | ----------------- | ----- | ------------------- |
|    | Italia (bandiera) | D     | Stefano Ancona      |
|    | Italia (bandiera) | D     | Mario Benzi         |
|    | Italia (bandiera) | D     | Giorgio Bertolone   |
|    | Italia (bandiera) | D     | Marcello Bono       |
|    | Italia (bandiera) | C     | Maurizio Calamita   |
|    | Italia (bandiera) | D     | Pierangelo Calandra |
|    | Italia (bandiera) | C     | Riccardo Cini       |
|    | Italia (bandiera) | A     | Claudio Citola      |
|    | Italia (bandiera) | A     | Alessandro Costa    |
|    | Italia (bandiera) | C     | Alessio Di Petrillo |
|    | Italia (bandiera) | D     | Achille Fabbri      |
|    | Italia (bandiera) | A     | Fabrizio Fermanelli |
|    | Italia (bandiera) | A     | Fabrizio Foglietti  |
|    | Italia (bandiera) | D     | Marco Guerra        |

| N. |                   | Ruolo | Calciatore           |
| -- | ----------------- | ----- | -------------------- |
|    | Italia (bandiera) | C     | Cisco Guida          |
|    | Italia (bandiera) | D     | Umberto Izzo         |
|    | Italia (bandiera) | D     | Michele Magliano     |
|    | Italia (bandiera) | C     | Fabrizio Meggio      |
|    | Italia (bandiera) | C     | Gitolamo Minutella   |
|    | Italia (bandiera) | C     | Vito Parente         |
|    | Italia (bandiera) | A     | Stefano Perugini (I) |
|    | Italia (bandiera) | C     | Paolo Rossi          |
|    | Italia (bandiera) | D     | Andrea Sandri        |
|    | Italia (bandiera) | P     | Alberto Sappa        |
|    | Italia (bandiera) | C     | Cosimo Schiavone     |
|    | Italia (bandiera) | C     | Gaetano Schipani     |
|    | Italia (bandiera) | A     | Andrea Spallarossa   |
|    | Italia (bandiera) | C     | Vittorio Zamperloni  |